# Сандельс, Юхан Август
Граф Юхан Август Сандельс (швед. Johan August Sandels; 31 августа 1764, Стокгольм — 22 января 1831, Стокгольм) — шведский фельдмаршал, наместник Норвегии.

## Биография
Родился в Стокгольме 31 августа 1764 года. В 1775 году стал кадетом, а 1777 году получил чин унтер-лейтенанта артиллерии. В 1785 году Сандельс с чином штабс-ротмистра перешёл на службу в финский эскадрон адельсфана. Двумя годами позже стал майором в Карельском полку.
Во время русско-шведской войны 1788—1790 годов Сандельс командовал отдельным батальоном, с которым участвовал в боевых действиях в Финляндии. По её окончании был произведён в подполковники Карельского драгунского полка, а в 1799 году повышен в чине до полковника. В 1803 году получил под своё командование Саволакский егерский полк.
Во время русско-шведской войны 1808—1809 годов Сандельс командовал 5-й бригадой и успешно сражался против русских в восточной части Финляндии, где 2 мая 1808 года одержал победу в сражении при Пулкила.
После сдачи Свеаборга Сандельсу пришлось отступить перед превосходящими силами противника, однако в сражении при Иденсальми он 27 октября 1808 года нанёс поражение генерал-лейтенанту Тучкову.
В июле 1808 года Сандельс получил звание генерал-адъютанта, а в ноябре — генерал-майора. В следующем году он был удостоен титула барона.
В 1809 году Сандельс принял командование над войсками, расположенными в Вестерноррланде, и 5 июля потерпел поражение в битве при Хёрнефорсе. 25 августа он занял Умео.
После заключения мира Сандельс в 1810 году временно исполнял обязанности президента Военной коллегии, а в 1812 году был назначен командиром Шведского лейб-гвардейского полка.
Получив в 1813 году чин генерал-лейтенанта, он сделался командующим над частью шведской армии, отправленной в Померанию против Наполеона. Принимал участие в сражениях при Гросберене, Денневице и Лейпциге. В 1814 году воевал в Бельгии, где командовал союзными войсками при осаде Маастрихта.
В июле 1814 года был командующим части армии, направленной в Норвегию. В 1815 году возведён в графское достоинство и возглавил Военную коллегию. В 1817 году был награждён орденом Серафимов и в ноябре того же года назначен председателем открывшегося в то время в Стокгольме риксдага. В 1818 году получил чин генерала от инфантерии и назначен наместником Норвегии. В 1824 году произведён в фельдмаршалы.
В связи с расстроенным здоровьем Сандельс в ноябре 1827 года вышел в отставку. Скончался 22 января 1831 года в Стокгольме.
Сандельс пользовался огромной популярностью в Швеции. Его подвиги во время войны 1808—1809 годов были описаны Юханом Людвигом Рунебергом в одном из стихов цикла «Рассказы прапорщика Столя». В 1958 году режиссёром Эдвином Лайне снят фильм "Свен Туува", одним из персонажей которого является фельдмаршал.
С 1809 года был женат на баронессе Улле Элисабете Хермелин.

## Награды
- Орден Меча, рыцарский крест (RSO1kl) (22 декабря 1788, Королевство Швеция)
- Орден Меча, большой рыцарский крест с брошью в виде меча (RmstkSO1kl) (16 мая 1808, Королевство Швеция)
- Титул барона (29 июня 1809, Королевство Швеция)
- Орден Меча, командорский крест (KSO1kl) (24 сентября 1810, Королевство Швеция)
- Орден Меча, командорский крест со звездой (большой крест) (KmstkSO) (23 ноября 1811, Королевство Швеция)
- Орден Святой Анны 1-й степени (3 августа 1814, Российская империя)[1]
- Титул графа (28 января 1815, Королевство Швеция)
- Орден Серафимов (28 апреля 1817, Королевство Швеция)
- Звание «Одного из лордов королевства» (11 мая 1818, Королевство Швеция)